# Dicyma peruviana
Dicyma peruviana är en svampart som först beskrevs av Matsush., och fick sitt nu gällande namn av Arx 1982. Dicyma peruviana ingår i släktet Dicyma och familjen kolkärnsvampar.   Inga underarter finns listade i Catalogue of Life.